# Leon Tuck
Leon Parker Tuck (Winchester, 25 maggio 1891 – Boston, 2 settembre 1953) è stato un hockeista su ghiaccio statunitense.

## Palmarès

### Olimpiadi
- Argento a Anversa 1920 nell'hockey su ghiaccio.